# 田寮港
田寮港，是臺灣基隆市的一個地名，位於信義區西北部及仁愛區東北部，範圍大致包括信義區的孝賢里西南端、孝德里西部、孝深里西北端、東安里北部、東明里不含最北端凸出部分及南部、東光里、東信里、禮東里、信綠里、信儀里、義和里、智誠里北部、義民里、義幸里不含最北端、智慧里、義昭里不含最北端、仁義里、仁壽里不含最北端及西北部，以及仁愛區的英仁里東北角、林泉里、花岡里、虹橋里、水錦里、東仁里最東端、智仁里不含西南端、和明里不含西北部及西南部、忠勇里東南角。

## 歷史
台灣清治末期，田寮港地區為一街庄，稱為「田藔港庄」，隸屬於基隆堡。該庄西北與基隆街為鄰，北與大沙灣庄為鄰，東與深澳坑庄為鄰，南邊為大水窟庄，西南邊為石硬港庄。
1901年（日治明治三十四年）11月，該庄隸屬於基隆廳，編入第一區。1905年（明治三十八年）7月，第一區、第二區合併為「基隆區」。1920年（大正九年），該庄改制並雅化為「田寮港」大字，隸屬於臺北州基隆郡基隆街。1924年10月，基隆街升格為州轄基隆市。1931年基隆市實施「町名改正」，本地區拆分為多個町。
戰後基隆市改制為省轄市，本地區拆分編入第二區、第三區，町改制為里。1946年，第二區改稱信義區，第三區改稱仁愛區，本地區仍分別屬之。因人口增加，本地區已細分為多個里。

## 交通
省道台62甲線又稱「基隆港東岸聯外道路」，是經過田寮港地區東北部的一條快速公路，境內未設交流道，但在東鄰深澳坑地區的孝東路交會處設有交流道，由此往西可前往基隆市區東側銜接省道台2線，往東可前往瑞芳的四腳亭地區以銜接省道台62線本線。
市道102號穿越本地區西部、中部及東北部，往北轉東南可前往瑞芳、雙溪，往西可前往基隆市中心。

## 學校
- 崇右技術學院
- 基隆女中
- 培德工家
- 光隆家商
- 銘傳國中
- 信義國中
- 成功國中
- 仁愛國小（大部分）
- 信義國小
- 月眉國小
- 東光國小
- 東信國小
- 中興國小